# Tsuda Sōkichi

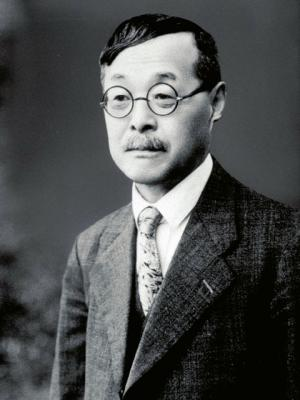

Tsuda Sōkichi (津田 左右吉? Tsuda Sōkichi; 3 de outubro de 1873 - 4 de dezembro de 1961) foi um historiador e docente japonês, especialista no Japão na antiguidade.
Em 1939, Minoda Muneki e outros intelectualmente de extrema direita lançaram uma campanha contra Tsuda alegando que a sua tese "niilista" manchava a instituição imperial
Os seus trabalhos mais conhecidos concentram-se no Nihon shoki e no Kojiki, os textos mitológicos fundadores da instituição imperial. Publicados entre 1913 e 1933, eles levaram-no a questionar a ideia de uma origem divina da linhagem imperial.